# 纵烷酮
纵烷酮是一种纵烷型二萜（Icetexane Diterpenoids），化学式C20H22O5，存在于一些鼠尾草属（Salvia）植物中。